# Edward Coke
Edward Coke   (Mileham, 1 de febrer de 1552 - Stoke Poges, 3 de setembre de 1634 (Julià)) va ser un jurisconsult anglès, successivament advocat de la Corona (1592), procurador general i president del Court of Common Pleas, primer jutge del Tribunal Suprem (1613) . Sovint és considerat el jurista "més gran" de les èpoques isabelina i jacobina.

## Biografia
Edward Coke va néixer l'1 de febrer de 1552 a la mansió del seu pare de Mileham a Norfolk (adquirida per ell el 1553) un dels vuit fills. Les altres set eren filles –Winifred, Dorothy, Elizabeth, Úrsula, Anna, Margaret i Ethelreda– encara que no se sap en quin ordre van néixer els fills. Dos anys després de la mort de Robert Coke el 15 de novembre de 1561, la seva vídua es va casar amb Robert Bozoun, un comerciant de propietats conegut per la seva pietat i una gran perspicacia empresarial (un cop va obligar a Nicholas Bacon a pagar una quantitat exorbitant de diners per una propietat). Va tenir una gran influència en els nens de Coke : de Bozoun, Coke va aprendre a "odiar els ocultadors, preferir els homes piadosos i fer negocis ràpidament amb qualsevol client voluntari", cosa que va donar forma a la seva futura conducta com a advocat, polític i jutge.

## Carrera
Va intervenir en qüestions de gran importància durant els regnats d'Isabel I d'Anglaterra i Jacobo I d'Anglaterra ; alhora que es va convertir en un dels més influents membres del Parlament anglès, caracteritzat per la seva independència, el que li va guanyar l'animadversió de Jaume I i el seu favorit George Villiers de Buckingham. Va ser deposat de totes les seves dignitats i va morir allunyat del poder. El seu principal adversari va ser sir Francis Bacon. Tanmateix, va ser un dels juristes que més va influir en el desenvolupament de la constitució anglesa. S'ocupà del procés del comte d'Essex Walter Raleigh, el dels implicats en la Conspiració de la pólvora i el del primer comte de Somerset Robert Carr (anterior favorit del rei.
Va escriure Institutes of the Lawes of England (1628), una obra clàssica freqüentment reeditada.